# Dansk Melodi Grand Prix 2016
La quarantaseiesima edizione del Dansk Melodi Grand Prix si è tenuta il 13 febbraio 2016 presso il Forum Horsens di Horsens e ha selezionato il rappresentante della Danimarca all'Eurovision Song Contest 2016.
I vincitori sono stati i Lighthouse X con la canzone Soldiers of Love.

## Organizzazione
Danmarks Radio (DR), emittente radiotelevisiva danese, ha annunciato la partecipazione della Danimarca all'Eurovision Song Contest 2016 il 26 maggio 2015, confermando, il successivo 30 giugno, che il Dansk Melodi Grand Prix sarebbe stato nuovamente utilizzato come metodo di selezione.
Il 1º settembre è stato annunciato che il festival sarebbe stato ospitato dal Forum Horsens di Horsens, nello Jutland Centrale, mentre il 18 gennaio 2016 sono stati rivelati i nomi dei due presentatori principali, Jacob Riising e Annette Heick, e dell'inviata nella green room, Hilda Heick.

### Giuria
La giuria del 2016 è composta da:
- Vicky Leander, coreografa;
- Christine Chanée, cantante danese, vincitrice dell'edizione 2010 e rappresentante della Danimarca all'ESC 2010;
- John Gordon, autore con Julie Frost di Satellite, brano vincitore dell'ESC 2010;
- Dennis Johannessen, presentatore radiofonico di DR P4;
- Mette Thorning Svendsen, membro dell'OGAE danese

## Partecipanti
La lista dei partecipanti in ordine alfabetico:
| Artista            | Brano             | Lingua  | Compositori |
| ------------------ | ----------------- | ------- | --- |
| Anja Nissen        | Never Alone       | Inglese | Emmelie de Forest, Rune Westberg e Maureen Anne McDonald                                                             |
| Bracelet           | Breakaway         | Inglese | Jimmy Jansson, Rebecca Krogmann, Charlie Grönvall, Felix Grönvall e Nanne Grönvall                                   |
| David Jay          | Rays of Sunlight  | Inglese | Bryan Rice e Christoffer Stjerne                                                                                     |
| Jessica            | Break It Good     | Inglese | Engelina Larsen, Tommy Gregersen e David Todua                                                                       |
| Kristel Lisberg    | Who Needs a Heart | Inglese | Jonas Gladnikoff e Sara Ljunggren                                                                                    |
| Lighthouse X       | Soldiers of Love  | Inglese | Sebastian F. Ovens, Daniel Lund Jørgensen, Katrine Klith Andersen, Søren Bregendal, Johannes Nymark e Martin Skriver |
| Muri & Mauro       | To stjerner       | Danese  | Mads Løkkegaard, Gianluigi Fazio, Murad Mahmoud e Mario Sciacca                                                      |
| Simone             | Heart Shaped Hole | Inglese | Andrew Love e Carl Ryden                                                                                             |
| Sophia Nohr        | Blue Horizon      | Inglese | Marie Keis Uhre e Christoffer Lauridsen                                                                              |
| Veronicas Illusion | The Wrong Kind    | Inglese | Dimitri Stassos, Peter Boström, Tobias Stigaard Stenkjær e Freja Jonsson Blomberg                                    |

## Finale
La finale si è tenuta il 13 febbraio 2016 presso il Forum Horsens, e ha visto avanzare verso la superfinale Simone, Anja Nissen e i Lighthouse X, che hanno successivamente vinto la competizione.
Durante lo show si è esibita come interval act la vincitrice eurovisiva per la Svezia nel 2012, Loreen.
| #  | Artista            | Brano             |
| -- | ------------------ | ----------------- |
| 1  | David Jay          | Rays of Sunlight  |
| 2  | Simone             | Heart Shaped Hole |
| 3  | Bracelet           | Breakaway         |
| 4  | Sophia Nohr        | Blue Horizon      |
| 5  | Veronicas Illusion | The Wrong Kind    |
| 6  | Lighthouse X       | Soldiers of Love  |
| 7  | Kristel Lisberg    | Who Needs a Heart |
| 8  | Jessica            | Break It Good     |
| 9  | Muri & Mario       | To sjerner        |
| 10 | Anja Nissen        | Never Alone       |

### Superfinale
| Artista      | Brano             | Punteggio | Posizione |
| ------------ | ----------------- | --------- | --------- |
| Simone       | Heart Shaped Hole | 22%       | 3°        |
| Lighthouse X | Soldiers of Love  | 42%       | 1°        |
| Anja Nissen  | Never Alone       | 36%       | 2°        |

## All'Eurovision Song Contest

### Performance

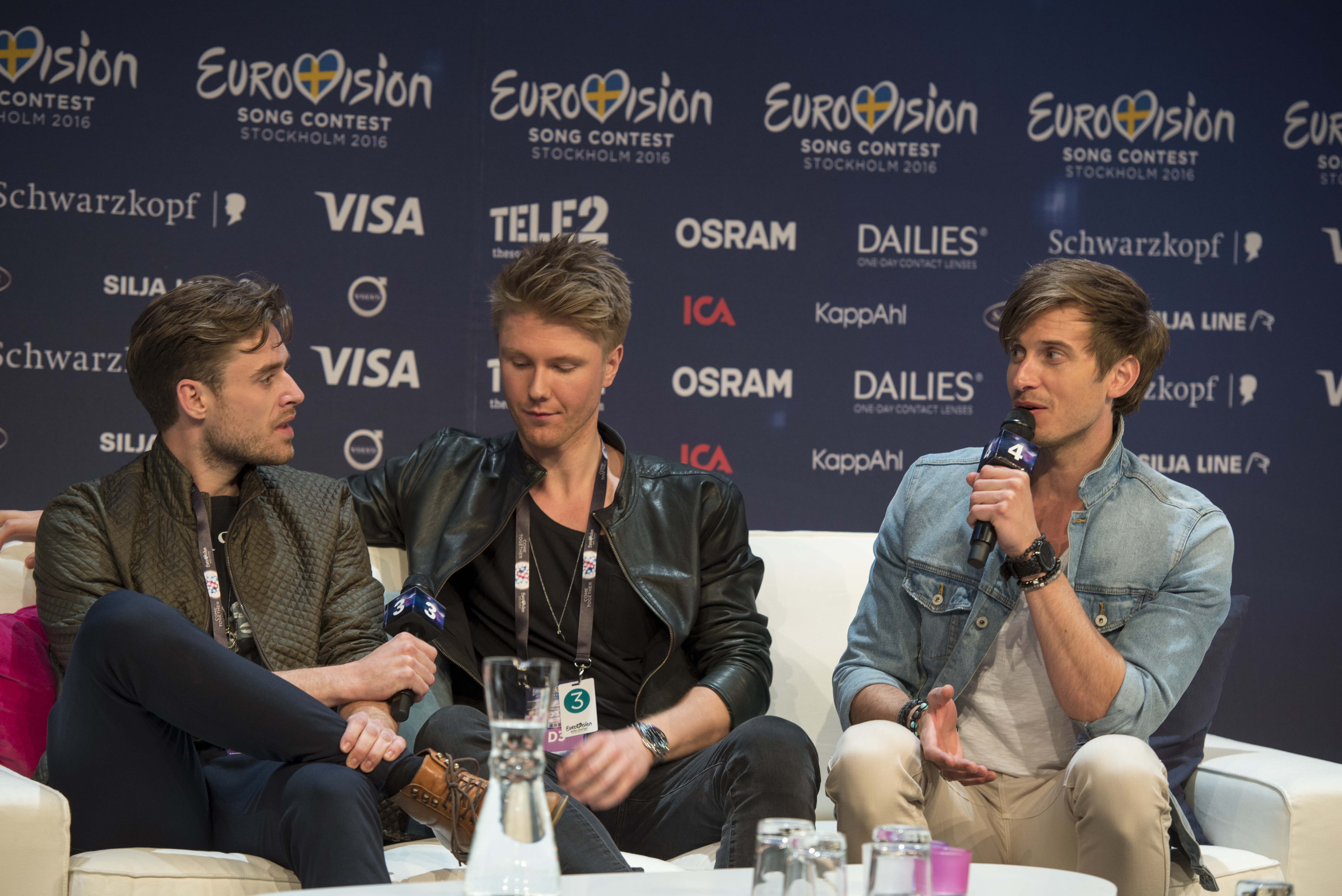
I Lighthouse X durante la conferenza stampa

La Danimarca si è esibita 13ª nella seconda semifinale, classificandosi 17ª con 34 punti e non accedendo alla finale.

### Trasmissione dell'evento e commentatori
L'intero evento è stato trasmesso su DR1 con il commento di Ole Tøpholm e su DR Ramasjang nella lingua dei segni internazionale.

### Voto

#### Giuria e portavoce
La giuria danese per l'Eurovision Song Contest 2016 è stata composta da:
- Kaya Brüel, cantautrice, attrice e presidente di giuria;
- Hilda Heick, cantautrice;
- Jimmy Jørgensen, musicista, cantautore e attore;
- Morten Specht, batterista;
- Basim, cantautore.

La portavoce dei voti della giuria in finale è stata Ulla Essendrop.

#### Punti assegnati alla Danimarca
| Giurie (17° con 10 punti)   | Giurie (17° con 10 punti) | Giurie (17° con 10 punti)     | Giurie (17° con 10 punti)     | Giurie (17° con 10 punti) |
| 12                          | 10                        | 8                             | 7                             | 6                         |
| --------------------------- | ------------------------- | ----------------------------- | ----------------------------- | ------------------------- |
|                             |                           |                               |                               |                           |
| 5                           | 4                         | 3                             | 2                             | 1                         |
|                             | - Georgia                 | - Albania - Bielorussia       |                               |                           |
| Televoto (15° con 24 punti) |                           |                               |                               |                           |
| 12                          | 10                        | 8                             | 7                             | 6                         |
| - Serbia                    |                           |                               |                               | - Slovenia                |
| 5                           | 4                         | 3                             | 2                             | 1                         |
|                             |                           | - Estonia - Islanda - Polonia | - Finlandia - Repubblica Ceca | - Australia               |

#### Punti assegnati dalla Danimarca
| Punti | Giuria    | Televoto    |
| ----- | --------- | ----------- |
| 12    | Australia | Belgio      |
| 10    | Lituania  | Norvegia    |
| 8     | Belgio    | Australia   |
| 7     | Bulgaria  | Lituania    |
| 6     | Norvegia  | Polonia     |
| 5     | Israele   | Ucraina     |
| 4     | Irlanda   | Irlanda     |
| 3     | Lettonia  | Bulgaria    |
| 2     | Svizzera  | Lettonia    |
| 1     | Ucraina   | Bielorussia |

| Punti | Giuria      | Televoto    |
| ----- | ----------- | ----------- |
| 12    | Ucraina     | Svezia      |
| 10    | Australia   | Australia   |
| 8     | Belgio      | Belgio      |
| 7     | Paesi Bassi | Paesi Bassi |
| 6     | Bulgaria    | Lituania    |
| 5     | Lituania    | Polonia     |
| 4     | Svezia      | Russia      |
| 3     | Regno Unito | Ucraina     |
| 2     | Israele     | Francia     |
| 1     | Spagna      | Austria     |